# Helió
Helió (en llatí Helion, en grec Ἡλίων), va ser un funcionari romà de l'imperi oriental que va exercir com a magister officiorum, del 414 al 417, i del 424 al 427, sota Teodosi II.
Olimpiòdor de Tebes el qualifica de patrici. L'any 422 apareix com a negociador d'un tractat de pau amb Bahram V, rei de Pèrsia. Teodosi li va encarregar d'investir com a cèsar a Valentinià III a Tessalònica, que després del seu exili, a la mort de l'usurpador Joan el Secretari, estava a punt de tornar a Itàlia l'any 424, i després el va investir com august ja a Roma el 425.